# Шомкута-Маре
Шомкута-Маре (рум. Șomcuta Mare) — місто у повіті Марамуреш в Румунії. Адміністративно місту підпорядковані такі села (дані про населення за 2002 рік):
- Бутяса (418 осіб)
- Бучумі (810 осіб)
- Веленій-Шомкутей (905 осіб)
- Кодру-Бутесій (266 осіб)
- Фінтеушу-Маре (680 осіб)
- Ховріла (322 особи)
- Чолт (614 осіб)

Місто розташоване на відстані 396 км на північний захід від Бухареста, 20 км на південний захід від Бая-Маре, 80 км на північ від Клуж-Напоки.

## Населення
За даними перепису населення 2002 року у місті проживали 7708 осіб.
Національний склад населення міста:
| Національність | Кількість осіб | Відсоток |
| -------------- | -------------- | -------- |
| румуни         | 6810           | 88,3 %   |
| цигани         | 722            | 9,4 %    |
| угорці         | 167            | 2,2 %    |
| німці          | 3              | < 0,1 %  |
| італійці       | 3              | < 0,1 %  |
| українці       | 1              | < 0,1 %  |
| серби          | 1              | < 0,1 %  |
| євреї          | 1              | < 0,1 %  |

Рідною мовою назвали:
| Мова             | Кількість осіб | Відсоток |
| ---------------- | -------------- | -------- |
| румунська        | 6917           | 89,7 %   |
| циганська        | 646            | 8,4 %    |
| угорська         | 136            | 1,8 %    |
| італійська       | 3              | < 0,1 %  |
| німецька         | 2              | < 0,1 %  |
| єврейська (їдиш) | 2              | < 0,1 %  |
| українська       | 1              | < 0,1 %  |
| сербська         | 1              | < 0,1 %  |

Склад населення міста за віросповіданням:
| Релігія                                       | Кількість осіб | Відсоток |
| --------------------------------------------- | -------------- | -------- |
| православні                                   | 6582           | 85,4 %   |
| греко-католики                                | 482            | 6,3 %    |
| п'ятдесятники                                 | 253            | 3,3 %    |
| римо-католики                                 | 99             | 1,3 %    |
| реформати                                     | 91             | 1,2 %    |
| не релігійні                                  | 12             | 0,2 %    |
| бретрени                                      | 8              | 0,1 %    |
| баптисти                                      | 5              | 0,1 %    |
| старообрядці                                  | 4              | 0,1 %    |
| адвентисти                                    | 2              | < 0,1 %  |
| атеїсти                                       | 2              | < 0,1 %  |
| мусульмани                                    | 1              | < 0,1 %  |
| лютерани (Синодально-пресвітеріанська церква) | 1              | < 0,1 %  |
| юдеї                                          | 1              | < 0,1 %  |
| не вказали релігію                            | 4              | 0,1 %    |

### Уродженці
- Бен Ференц (нар. 1920) — американський юрист, слідчий нацистських військових злочинів після Другої світової війни.